# Región de Ostrobotnia del Sur
Ostrobotnia del Sur (en finés: Etelä-Pohjanmaa; en sueco: Södra Österbotten) es una de las 19 regiones de Finlandia.

## Municipios
Ostrobotnia del Sur se compone de 18 municipios:
| - Alajärvi - Alavus - Evijärvi - Ilmajoki - Isojoki - Isokyrö | - Karijoki - Kauhajoki - Kauhava - Kuortane - Kurikka - Lappajärvi | - Lapua - Seinäjoki - Soini - Teuva - Vimpeli - Ähtäri |